# HKT48
HKT48 (prononcé en anglais « H K T forty-eight » et de l'abréviation de HaKaTa48) est un groupe d'idoles japonaises à l'effectif changeant, de l'Univers AKB48. Créé en 2011, le 4e groupe 48 national par rapport aux autres groupes sœurs (AKB48, SKE48 et NMB48) et est suivi par la création de NGT48 quatre ans plus tard.
Basé à Fukuoka (plus grande ville de l'Île de Kyūshū au Japon), c'est le seul groupe produit par Yasushi Akimoto dans cette région.

## Historique
HKT48 est basé sur une salle de théâtre (photo ci-contre) dans la ville des Hawks Mall voisin à côté de Chuo-ku, à Fukuoka (et non à Hakata, qui pourtant inspire le nom du groupe). Cet emplacement est à côté du Fukuoka Yahoo! Japan Dome.
En outre, il a été annoncé que le groupe acceptera les candidatures de jeunes filles âgées de 11 à 22 ans. Le premier tour de la première audition d'HKT48 a eu lieu le 31 mai 2011, et les candidates retenues ont pris part au second tour d'auditions, composé d'un chant et un test de danse, dans la première moitié du mois de juillet octroyés en 2011. Les auditions finales ont eu lieu à Hliton Fukuoka Sea Hawk Hotel le 10 juillet, et 24 candidates ont passé avec succès la finale.
Après avoir appris la danse et pris des cours de chant, 21 membres de la première génération de HKT48 ont d'abord été révélés lors d'un évènement de prise de contact d'AKB48 le 23 octobre 2011 à Seibu Dome. Parmi ces 21 membres, 17 sont des collégiennes ou moins et deux sont étudiantes à l'école élémentaire.
Le groupe débutent son travail à HKT48 Theater dès le 26 novembre 2011, et les membres commencent à interpréter les chansons d'un « stage album » intitulé Te o Tsunaginagara, qui avait été initialement réalisé par les Teams S et KII d'SKE48. Le 31 décembre 2011, 16 membres sont apparus sur la scène de la 62e édition de NHK Kōhaku Uta Gassen, comme l'un des groupes sœurs d'AKB48. Le 4 mars 2012, les 16 premiers membres ont été choisis pour former le Team H, et ce dernier est apparu sur scène. Le 20 juin 2012, Rino Sashihara d'AKB48 est transférée à HKT48 et est actuellement le membre le plus âgé du groupe.
Le 23 juin 2012, les auditions finales de la deuxième génération des HKT48 Kenkyūsei ont eu lieu, et 34 candidates sur les 48 finalistes ont passé la finale. Le 24 août 2012, il est annoncé le premier jour du concert d'AKB48 au Tokyo Dome que Aika Ota, l'un des membres de la Team A d'AKB48, serait transféré à HKT48. Le 23 septembre 2012, les membres d'HKT48 Kenkyūsei de deuxième génération ont été annoncés.
Ce n'est en mars 2013 que le groupe réalisent leur premier single intitulé Suki! Suki! Skip! sous le label Universal Music qui est par la suite premier à l'Oricon Weekly Singles Chart. Un 2e single est révélé en 4 septembre 2013, dont le titre s'appelle Melon Juice et atteint aussi la 1re place de l'Oricon.
Une boutique officielle a été ouverte pendant une durée limitée entre novembre 2013 et janvier 2014 au centre commercial Canal City Hakata à Fukuoka.
Leur 1re tournée de concert HKT48 Kyushu 7 Prefecture Tour ~Kawaii Ko ni wa Tabi wo Saseyo~ (HKT48九州7県ツアー ～可愛い子には旅をさせよ～) s’est déroulée entre janvier et mars 2014.
La création de la Team KIV et un Team Shuffle ont été annoncés en janvier 2014. 17 membres Kenkyuusei ont été promues en tant que « nouvelle classe ». D’autres membres ont également été transférées.
Leur 3e single Sakura, Minna de Tabeta est sorti en mars 2014. La position de centre était occupée par Tashima Meru et Tomonaga Mio.
En avril 2014, un nouveau Team d'HKT48 est révélé : le Team K4 (ou KIV ; prononcé « K four »), un shuffle a alors lieu ; des membres du Team H sont transférés vers ce nouveau Team et des membres Kekyuusei deviennent membres officiels du groupe en intégrant deux des Teams. Rino Sashihara est l'une des membres à rester au sein de la Team H mais a une fonction supérieure aux autres membres puisqu'elle est nommée Manager du Théâtre des HKT48.
Le 15 mai, un des membres Kanna Okada, membre de la Team KIV, tombe sur scène pendant la prestation de l'équipe KIV au Theater no Megami (シアターの女神). L'événement est interrompu et elle a été emmenée à l'hôpital. Okada a été diagnostiquée avec une fracture du poignet droit.
Chiyori Nakanishi est transférée chez AKB48 et Marika Tani chez SKE48 en avril 2014.
Leur première tournée nationale HKT48 Arena Tour ~Kawaiiko ni wa Motto Tabi wo Saseyo~ (HKT48アリーナツアー ～可愛い子にはもっと旅をさせよ～) a eu lieu d’avril à juillet 2014 à Tokyo, Osaka, Nagoya et Fukuoka.
Le premier concert de la Team KIV au théâtre, intitulé Theater no Megami (シアターの女神), débute en 2014.
En septembre 2014, les filles ont participé à une campagne pour le fabricant japonais de bonbons Lotte. Les membres se sont habillées en costumes pour Halloween et ont posté les vidéos sur un site internet spécial. Serina Kumazawa remporte le concours de costumes et est apparue sur des affiches publicitaires.
Le groupe se produit lors du 65e NHK Kouhaku Uta Gassen (第65回NHK紅白歌合戦) en décembre 2014. Il s'agit de sa première apparition à cette célèbre émission musicale annuelle diffusée le soir du Réveillon du Nouvel An.
HKT48 ont donné leurs premiers concerts à l'étranger à Taipei (Taïwan) en décembre 2014 et à Hong Kong en janvier 2015.
Les filles ont joué dans la pièce de théâtre HKT48 Sashihara Rino Zachou Kouen (HKT48 指原莉乃座長公演) en avril 2015.
Le 1er photobook de Sakura Miyawaki, intitulé Sakura (さくら), est publié en juillet 2015.
Le premier livre officiel sur l'histoire de HKT48 Kusattara, Make (腐ったら、負け) est publié en août 2015. Il retrace l’histoire du groupe depuis sa création.
En novembre 2015, les HKT48 ont collaboré avec Lotte dans le cadre d’une campagne intitulée HKTree360°. Chaque membre était filmée en train de décorer un sapin de Noël, et celle dont la vidéo obtenait le plus de points remportait le droit d’être invitée à une émission de radio sur FM Fukuoka.
Leur 6e single du groupe Shekarashika!, en vente en novembre 2015, a été réalisé avec le groupe de rock Kishidan.
Raira Ito a effectué sa graduation en février 2016.
Le spectacle HKT48 Spring Live Tour ~Sashiko du Soleil 2016~ (HKT48 春のライブツアー ~サシコ・ド・ソレイユ 2016~) est inspiré du Cirque du Soleil.
Mio Tomonaga a sorti son 1er photobook Hinata (日向) le même mois.
Les auditions pour la 4e génération des HKT48 ont eu lieu en mars et en avril 2016.
La chanson titre de leur 7e single 74 Okubun no 1 no Kimi e, en vente en avril 2016, est utilisée dans une publicité pour le Monorail de Tokyo dans laquelle apparaissent les membres du groupe.
Aika Ota a joué dans le film d’horreur Toire no Hanako-san Shinshou ~Hanako vs Yosuke~ (トイレの花子さん新章 ～花子VSヨースケ～) aux côtés de Yuumi Shida (Yumemiru Adolescence) et Rurika Yokoyama (ex Idoling!!!). Il sortira au cinéma au cours de l'été 2016.
La capitaine de la Team H, Chihiro Anai, quitte le groupe le 31 juillet 2016. Natsumi Matsuoka lui succède en tant que capitaine.

## Théâtre du groupe
Le HKT48 Theater (HKT48 劇場) est l'ensemble des salles de spectacle du groupe où ce dernier effectue ses performances presque tous les jours.
L'actuel théâtre HKT48 est installé en tant que théâtre non permanent dans la salle Nishitetsu, au sixième étage du bâtiment SOLARIA STAGE à Tenjin (Fukuoka). La non-permanence du théâtre implique que la salle peut également être réservée pour d'autres événements non liés au groupe, comme des pièces de théâtre ou des comédies musicales.
L'ancien théâtre HKT48 situé au Hawks Town Mall, dans la ville de Hakata, a été utilisé de novembre 2011 à mars 2016. Il était le seul théâtre parmi ceux de tous les groupes 48 à avoir une plateforme élévatrice et une passerelle permanente intégrée.
Les anciens directeurs du théâtre sont Atsushi Ozaki, Rino Sashihara et Kazuya Satō.

## Membres

### Team H
Notes = La Team H compte actuellement 14 membres. La capitaine de l'équipe est Aki Toyonaga depuis août 2022.
| Nom et Prénom              | Date de Naissance | Génération Kenkyūsei | Remarques   |
| -------------------------- | ----------------- | -------------------- | ----------- |
| Sae Kurihara (栗原 紗英)   | 20 juin 1996      | 3e générat°          | Ex-Team TII |
| Mai Fuchigami (渕上 舞)    | 21 septembre 1996 | 2e générat°          | Ex-Team KIV |
| Hirona Unjo (運上弘菜)     | 9 août 1998       | 4e générat°          | Ex-Team KIV |
| Moeka Sakai (堺萌香)       | 25 août 1998      | 4e générat°          | Ex-Team TII |
| Yuuna Yamauchi (山内祐奈)  | 6 juillet 1999    | 3e générat°          | Ex-Team TII |
| Aki Toyonaga (豊永阿紀)    | 25 octobre 1999   | 4e générat°          | Capitaine   |
| Misaki Aramaki (荒巻 美咲) | 28 janvier 2001   | 3e générat°          | Ex-Team TII |
| Nanaka Mogami (最上奈那華) | 28 janvier 2001   | 6e générat°          |             |
| Airi Ichimura (市村愛里)   | 13 février 2001   | 5e générat°          | Ex-Team KIV |
| Rino Sakamoto (坂本りの)   | 10 juin 2002      | 5e générat°          |             |
| Yueru Ito (伊藤優絵瑠)     | 24 octobre 2003   | 3e générat° (Draft)  |             |
| Hijiri Kawahira (川平聖)   | 27 juin 2004      | 5e générat°          | Ex-Team KIV |
| Ibuki Ishibashi (石橋颯)   | 22 juillet 2005   | 5e générat°          | Ex-Team KIV |
| Reia Yanase (梁瀬鈴雅)     | 29 juin 2006      | 6e générat°          |             |

### Team KIV
Notes = La Team KIV a été formée en avril 2014. Elle compte actuellement 13 membres. La capitaine de l'équipe est Hana Matsuoka depuis février 2023.
| Nom et Prénom                   | Date de Naissance | Génération Kenkyūsei | Remarques              |
| ------------------------------- | ----------------- | -------------------- | ---------------------- |
| Emily Yamashita (山下 エミリー) | 19 décembre 1998  | 3e générat°          | Ex-Team TII            |
| Hana Matsuoka (松岡 はな)       | 19 janvier 2000   | 2e générat° (Draft)  | Capitaine; Ex-Team TII |
| Erena Sakamoto (坂本 愛玲菜)    | 12 septembre 2000 | 3e générat°          | Ex-Team TII            |
| Nene Jitoe (地頭江音々)         | 27 septembre 2000 | 4e générat°          |                        |
| Yuka Akiyoshi (秋吉 優花)       | 24 octobre 2000   | 2e générat°          | Ex-Team H              |
| Rina Kuriyama (栗山梨奈)        | 30 décembre 2000  | 5e générat°          | Ex-Team H              |
| Miku Tanaka (田中 美久)         | 12 septembre 2001 | 3e générat°          | Ex-Team H              |
| Iori Tanaka (田中伊桜莉)        | 31 août 2002      | 5e générat°          |                        |
| Tomoka Takeda (武田智加)        | 25 février 2003   | 4e générat°          | Ex-Team TII            |
| Maria Imamura (今村 麻莉愛)     | 14 septembre 2003 | 2e générat° (Draft)  | Ex-Team TII            |
| Kurumi Takemoto (竹本くるみ)    | 22 février 2004   | 5e générat°          |                        |
| Miyu Izawa (井澤美優)           | 14 août 2006      | 6e générat°          |                        |
| Kokoha Eguchi (江口心々華)      | 24 avril 2007     | 6e générat°          |                        |

### Team TII
La Team TII a été formée en avril 2016. Elle a ensuite été dissoute en février 2023. Emily Yamashita fut la capitaine de l'équipe.

## Ex-membres

### Team H
| Année de départ | Prénom/Nom                   | Date de naissance | Génération Kenkyūsei |
| --------------- | ---------------------------- | ----------------- | -------------------- |
| 2012            | Yui Komori (古森 結衣)       | 2 décembre 1997   | 1re générat°         |
| 2012            | Yūko Sugamoto (菅本 裕子)    | 20 mai 1994       | 1re générat°         |
| 2012            | Airi Taniguchi (谷口 愛理)   | 14 mars 1999      | 1re générat°         |
| 2015            | Izumi Umemoto (梅本 泉)      | 15 mai 1997       | 2e générat°          |
| 2016            | Chihiro Anai (穴井 千尋)     | 27 janvier 1996   | 1re générat°         |
| 2017            | Haruka Watanabe (若田部遥)   | 27 septembre 1998 | 1re générat°         |
| 2017            | Naoko Okamoto (岡本 尚子)    | 4 avril 1996      | 2e générat°          |
| 2017            | Yuriya Inoue (井上 由莉耶)   | 15 juin 1999      | 2e générat°          |
| 2018            | Mashiro Ui (宇井 真白)       | 31 janvier 2000   | 2e générat°          |
| 2018            | Marina Yamada (山田 麻莉奈)  | 24 mars 1995      | 2e générat°          |
| 2018            | Mao Yamamoto (山本 茉央)     | 18 septembre 1996 | 1re générat° (Draft) |
| 2019            | Rino Sashihara (指原 莉乃)   | 21 novembre 1992  | 5e générat° (AKB48)  |
| 2019            | Haruka Kodama (兒玉 遥)      | 19 septembre 1996 | 1re générat°         |
| 2019            | Hiroka Komada (駒田 京伽)    | 21 novembre 1996  | 2e générat°          |
| 2020            | Natsumi Tanaka (田中 菜津美) | 10 août 2000      | 1re générat°         |
| 2022            | Kaede Kamijima (上島楓)      | 22 août 2001      | 5e générat°          |
| 2022            | Haruka Ueno (上野 遥)        | 5 mars 1999       | 2e générat°          |
| 2022            | Meru Tashima (田島 芽瑠)     | 7 janvier 2000    | 2e générat°          |
| 2022            | Rimika Mizukami (水上凜巳花) | 10 juillet 2003   | 5e générat°          |
| 2022            | Yui Kojina (神志那 結衣)     | 24 janvier 1998   | 2e générat°          |
| 2022            | Natsumi Matsuoka (松岡 菜摘) | 8 août 1996       | 1re générat°         |
| 2022            | Riko Sakaguchi (坂口 理子)   | 26 juillet 1994   | 2e générat°          |
| 2023            | Watanabe Akari (渡部 愛加里) | 18 octobre 2004   | 3e générat° (Draft)  |
| 2023            | Nako Yabuki (矢吹 奈子)      | 18 juin 2001      | 3e générat°          |
| 2023            | Oda Ayaka (小田彩加)         | 9 février 1999    | 4e générat°          |

### Team KIV
| Année de départ | Prénom/Nom                    | Date de Naissance | Génération Kenkyūsei |
| --------------- | ----------------------------- | ----------------- | -------------------- |
| 2015            | Kanon Kimoto (木本 花音)      | 11 août 1997      | Kennin               |
| 2015            | Manami Kusaba (草場 愛)       | 17 octobre 1995   | 2e générat°          |
| 2015            | Izumi Gotō (後藤 泉)          | 27 septembre 1997 | 2e générat°          |
| 2016            | Raira Ito (伊藤 来笑)         | 31 octobre 1998   | 2e générat°          |
| 2016            | Kanna Okada (岡田 栞奈)       | 26 juin 1997      | 2e générat°          |
| 2017            | Aika Ota (多田愛佳)           | 8 décembre 1994   | 3e générat° (AKB48)  |
| 2018            | Yūka Tanaka (田中 優香)       | 7 juin 2000       | 2e générat°          |
| 2019            | Asuka Tomiyoshi (冨吉 明日香) | 20 septembre 1997 | 2e générat°          |
| 2019            | Shino Iwahana (岩花 詩乃)     | 1er avril 2000    | 2e générat°          |
| 2019            | Nao Ueki (植木 南央)          | 12 août 1997      | 1re générat°         |
| 2020            | Mio Tomonaga (朝長 美桜)      | 17 mai 1998       | 2e générat°          |
| 2020            | Maiko Fukagawa (深川 舞子)    | 5 juillet 1999    | 1re générat°         |
| 2021            | Madoka Moriyasu (森保 まどか) | 26 juillet 1997   | 1re générat°         |
| 2021            | Sakura Miyawaki (宮脇 咲良)   | 19 mars 1998      | 1re générat°         |
| 2021            | Anna Murashige (村重 杏奈)    | 29 juillet 1998   | 1re générat°         |
| 2022            | Serina Kumazawa (熊沢 世莉奈) | 17 avril 1997     | 1re générat°         |
| 2022            | Mina Imada (今田 美奈)        | 5 mars 1997       | 1re générat°         |
| 2022            | Yuki Shimono (下野 由貴)      | 2 avril 1998      | 1re générat°         |
| 2023            | Wakana Murakami (村上和叶)    | 30 mars 2003      | 5e générat°          |
| 2023            | Hinano Goto (後藤 陽菜乃)     | 8 mai 2005        | 5e générat°          |
| 2023            | Sayaka Baba (馬場彩華)        | 2 mai 2004        | 3e générat° (Draft)  |
| 2023            | Aoi Motomura (本村 碧唯)      | 31 mai 1997       | 1re générat°         |
| 2023            | Miyabi Nagano (長野雅)        | 3 octobre 1999    | 5e générat°          |

### Team TII
| Année de départ | Prénom/Nom                  | Date de Naissance | Génération Kenkyūsei |
| --------------- | --------------------------- | ----------------- | -------------------- |
| 2017            | Riko Tsutsui (筒井 莉子)    | 22 février 2000   | 3e générat°          |
| 2018            | Yumi Matsuda (松田 祐実)    | 13 mai 2002       | 3e générat° (Draft)  |
| 2020            | Amane Tsukiashi (月足 天音) | 26 octobre 1999   | 4e générat°          |
| 2021            | Rio Shimizu (清水梨央)      | 10 octobre 2003   | 4e générat°          |
| 2022            | Hinata Matsumoto (松本日向) | 11 décembre 2000  | 4e générat°          |
| 2022            | Ai Seki (石安伊)            | 31 décembre 2000  | 3e générat° (Draft)  |
| 2022            | Vivian Murakawa (村川 緋杏) | 3 décembre 1999   | 2e générat° (Draft)  |
| 2022            | Hazuki Hokazono (外薗 葉月) | 17 janvier 1999   | 3e générat°          |
| 2022            | Sono Miyazaki (宮﨑想乃)    | 30 octobre 2000   | 4e générat°          |

### Membres à double position (Kennin)
- Haruka Kodama : Double position HKT48 (Team H) / AKB48 (Team A) - du 28 avril 2013 au 24 février 2014
- Sakura Miyawaki : Double position HKT48 (Team K4) / AKB48 (Team A) - du 24 février 2014 au 8 décembre 2017
- Haruka Kodama : Double position HKT48 (Team H) / AKB48 (Team K) - du 24 février 2014 au 8 décembre 2017
- Natsumi  Tanaka : Double position HKT48 (Team H) / SKE48 (Team S) - du 24 février 2014 au 8 décembre 2017
- Anna Murashige : Double position HKT48 (Team K4) / NMB48 (Team N) - du 24 février 2014 au 8 décembre 2017
- Mio Tomonaga : Double position HKT48 (Team K4) / AKB48 (Team 4) - du 26 mars 2015 au 8 décembre 2017
- Nako Yabuki : Double position HKT48 (Team H) / AKB48 (Team B) - du 26 mars 2015 au 8 décembre 2017

### Kenkyūsei
| Nom et Prénom               | Date de Naissance | Remarques                   |
| --------------------------- | ----------------- | --------------------------- |
| Sayaka Etō (江藤 彩也香)    | 9 septembre 1997  | Renonce le 18 août 2012     |
| Ayaka Nakanishi (仲西 彩佳) | 23 mars 1996      | Renonce le 18 août 2012     |
| Kyōka Abe (安陪 恭加)       | 17 juillet 1995   | Renonce le 26 décembre 2013 |
| Risa Otoshima (音嶋 莉沙)   | 11 août 1998      | Annule le 21 juillet 2016   |

### Membres transférés
| Nom et Prénom                   | Date de Naissance | Remarques                                                |
| ------------------------------- | ----------------- | -------------------------------------------------------- |
| Chiyori Nakanishi (中西 智代梨) | 12 mai 1995       | Ex-Team H ; transférée vers AKB48 Team A en avril 2014   |
| Marika Tani (谷 真理佳)         | 5 janvier 1996    | Ex-Team KIV ; transférée vers SKE48 Team E en avril 2014 |

## Discographie

### Albums
| # | Titre                              | Date de sortie    | Classement                 | Classement                 | Ventes Oricon                | Ventes Oricon    |
| # | Titre                              | Date de sortie    | Oricon Weekly Albums Chart | Billboard Japan Hot Albums | Vente de la première semaine | Total des ventes |
| - | ---------------------------------- | ----------------- | -------------------------- | -------------------------- | ---------------------------- | ---------------- |
| 1 | 092                                | 27 décembre 2017  | 1                          | 1                          | 122 262                      | 167 037          |
| 2 | Outstanding (アウトスタンディング) | 1er décembre 2021 | 1                          | 2                          | 94 548                       | 150 900          |

### Singles
| #  | Date de sortie    | Titre                                                                 | Classement                  | Classement              | Ventes Oricon | Album       |
| #  | Date de sortie    | Titre                                                                 | Oricon Weekly Singles Chart | Billboard Japan Hot 100 | Ventes Oricon | Album       |
| -- | ----------------- | --------------------------------------------------------------------- | --------------------------- | ----------------------- | ------------- | ----------- |
| 1  | 20 mars 2013      | Suki! Suki! Skip! (スキ！スキ！スキップ！)                            | 1                           | 2                       | 291 000+      | 092         |
| 2  | 4 septembre 2013  | Melon Juice (メロンジュース)                                          | 1                           | 1                       | 306 000+      | 092         |
| 3  | 12 mars 2014      | Sakura, Minna de Tabeta (桜、みんなで食べた)                          | 1                           | 1                       | 331 000+      | 092         |
| 4  | 24 septembre 2014 | Hikaeme I love you! (控えめI love you!)                               | 1                           | 1                       | 318 000+      | 092         |
| 5  | 22 avril 2015     | 12 Byō (12秒)                                                         | 1                           | 3                       | 337 000+      | 092         |
| 6  | 25 novembre 2015  | Shekarashika! (feat. Kishidan) (しぇからしか)                         | 1                           | 3                       | 345 000+      | 092         |
| 7  | 13 avril 2016     | 74 Okubun no 1 no Kimi e (74億分の1の君へ)                            | 1                           | 1                       | 305 000+      | 092         |
| 8  | 7 septembre 2016  | Saikō Kayo (最高かよ)                                                 | 1                           | 1                       | 345 000+      | 092         |
| 9  | 15 février 2017   | Bagutte Iijan (バグっていいじゃん)                                    | 1                           | 1                       | 274 000+      | 092         |
| 10 | 2 août 2017       | Kiss wa Matsushikanai no Deshō ka? (キスを待つしかないのでしょうか？) | 1                           | 1                       | 260 000+      | 092         |
| 11 | 2 mai 2018        | Hayaokuri Calendar (早送りカレンダー)                                 | 1                           | 1                       | 272 000+      | Outstanding |
| 12 | 10 avril 2019     | Ishi (意志)                                                           | 1                           | 1                       | 304 000+      | Outstanding |
| 13 | 22 avril 2020     | 3-2                                                                   | 1                           | 1                       | 196 000+      | Outstanding |
| 14 | 12 mai 2021       | Kimi to Doko ka e Ikitai (君とどこかへ行きたい)                       | 2                           | 2                       | 177 000+      | Outstanding |
| 15 | 22 juin 2022      | Bīsan wa naze nakunaru no ka? (ビーサンはなぜなくなるのか?)           | 1                           | 3                       | 209 000+      | NC          |
| 16 | 8 février 2023    | Kimi wa Motto Dekiru (君はもっとできる)                               | 2                           | 4                       |               | NC          |

### Chansons enregistrées sur des albums singles d'AKB48
| Date de sortie   | Titre de la chanson                    | Titre de l'album single d'AKB48                        | Membres |
| ---------------- | -------------------------------------- | ------------------------------------------------------ | --- |
| 5 décembre 2012  | Hatsukoi Butterfly (初恋バタフライ)    | Eien Pressure (永遠プレッシャー)                       | Team H: Chihiro Anai, Nao Ueki, Aika Ota, Haruka Kodama, Rino Sashihara, Yuki Shimono, Chiyori Nakanishi, Natsumi Matsuoka, Sakura Miyawaki, Anna Murashige, Aoi Motomura, Madoka Moriyasu, Haruka Wakatabe Kenkyuusei: Meru Tashima, Mio Tomonaga, Mai Fuchigami                   |
| 11 décembre 2013 | Wink wa 3-kai (ウインクは3回)          | Kimi no Hohoemi wo Yume ni Miru (君の微笑みを夢に見る) | Team H: Chihiro Anai, Aika Ota, Serina Kumazawa, Haruka Kodama, Rino Sashihara, Natsumi Tanaka, Natsumi Matsuoka, Sakura Miyawaki, Anna Murashige, Aoi Motomura, Madoka Moriyasu Kenkyuusei: Kanna Okada, Meru Tashima, Mio Tomonaga, Mai Fuchigami, Nako Yabuki                    |
| 4 mars 2015      | Otona Ressha (大人列車)                | Green Flash                                            | Team H: Yuka Akiyoshi, Chihiro Anai, Haruka Kodama, Rino Sashihara, Meru Tashima, Miku Tanaka, Natsumi Matsuoka, Nako Yabuki, Hiroka Komada, Riko Sakaguchi Team KIV: Aika Ota, Mio Tomonaga, Sakura Miyawaki, Aoi Motomura, Madoka Moriyasu, Asuka Tomiyoshi                       |
| 9 mars 2016      | Make Noise                             | Kimi wa Melody (君はメロディー)                        | Team H: Chihiro Anai, Mashiro Ui, Yui Kojina, Haruka Kodama, Rino Sashihara, Riko Sakaguchi, Meru Tashima, Miku Tanaka, Natsumi Matsuoka, Nako Yabuki Team KIV: Aika Ota, Serina Kumazawa, Mio Tomonaga, Sakura Miyawaki, Aoi Motomura, Madoka Moriyasu                             |
| 15 mars 2017     | Tomaranai Kanransha (止まらない観覧車) | Shoot Sign (シュートサイン)                            | Team H: Yuriya Inoue, Yui Kojina, Haruka Kodama, Rino Sashihara, Meru Tashima, Miku Tanaka, Natsumi Matsuoka, Nako Yabuki Team KIV: Yuka Tanaka, Mio Tomonaga, Mai Fuchigami, Sakura Miyawaki, Aoi Motomura, Madoka Moriyasu Team TII: Sae Kurihara, Hana Matsuoka, Emiri Yamashita |
| 14 mars 2018     | Buttaoreru Made (ぶっ倒れるまで)       | Jabaja (ジャーバージャ)                                | Team H: Yui Kojina, Hiroka Komada, Rino Sashihara, Meru Tashima, Miku Tanaka, Aki Toyonaga, Natsumi Matsuoka, Nako Yabuki Team KIV: Shino Iwahana, Asuka Tomiyoshi, Mio Tomonaga, Sakura Miyawaki, Aoi Motomura, Madoka Moriyasu Team TII: Hana Matsuoka, Vivian Murakawa           |